# Najskuteczniejsi punktujący I ligi czechosłowackiej w hokeju na lodzie
Najskuteczniejszy punktujący I ligi czechosłowackiej w hokeju na lodzie – tytuł przyznawany w Czechosłowackiej Lidze Hokejowej zawodnikowi, który w sezonie zasadniczym zdobył największą liczbę punktów w tzw. punktacji kanadyjskiej (łączna suma goli i asyst).
Tytuł był przyznawany od sezonu 1961/1962, a pierwszym jej laureatem został Jozef Golonka ze Slovana Bratysława.
Rekordzistą względem liczby zdobytych punktów w jednym sezonie jest Milan Nový, który w sezonie 1976/1977 zdobył 89 goli (59 goli, 30 asyst).

## Laureaci
| Sezon     | Zawodnik          | Klub                    | Punkty | Gole | Asysty |
| --------- | ----------------- | ----------------------- | ------ | ---- | ------ |
| 1961/1962 | Jozef Golonka     | Slovan Bratysława       | 50     | 32   | 18     |
| 1962/1963 | Jiří Dolana       | Tesla Pardubice         | 43     | 27   | 16     |
| 1963/1964 | Josef Černý       | ZKL Brno                | 56     | 44   | 12     |
| 1964/1965 | Jan Klapáč        | Dukla Jihlava           | 42     | 34   | 8      |
| 1965/1966 | Jaroslav Holík    | Dukla Jihlava           | 69     | 27   | 42     |
| 1966/1967 | Václav Nedomanský | Slovan Bratysława       | 60     | 20   | 40     |
| 1967/1968 | Jan Havel         | Sparta Praga            | 54     | 39   | 15     |
| 1968/1969 | Jan Suchý         | Dukla Jihlava           | 54     | 28   | 26     |
| 1969/1970 | Jiří Kochta       | Sparta Praga            | 52     | 25   | 27     |
| 1970/1971 | Václav Nedomanský | Slovan Bratysława       | 55     | 37   | 18     |
| 1971/1972 | Václav Nedomanský | Slovan Bratysława       | 56     | 35   | 21     |
| 1972/1973 | Milan Nový        | Poldi Kladno            | 56     | 39   | 17     |
| 1973/1974 | Václav Nedomanský | Slovan Bratysława       | 74     | 46   | 28     |
| 1974/1975 | Ivan Hlinka       | CHZ Litvínov            | 78     | 36   | 42     |
| 1975/1976 | Milan Nový        | Poldi Kladno            | 57     | 35   | 22     |
| 1976/1977 | Milan Nový        | Poldi Kladno            | 89     | 59   | 30     |
| 1977/1978 | Milan Nový        | Poldi Kladno            | 75     | 40   | 35     |
| 1978/1979 | Marian Štastný    | Slovan Bratysława       | 74     | 39   | 35     |
| 1979/1980 | Vincent Lukáč     | VSŽ Košice              | 67     | 43   | 24     |
| 1980/1981 | Milan Nový        | Poldi Kladno            | 80     | 32   | 48     |
| 1981/1982 | Milan Nový        | Poldi Kladno            | 67     | 29   | 38     |
| 1982/1983 | Vincent Lukáč     | VSŽ Košice              | 68     | 49   | 19     |
| 1983/1984 | Vladimír Růžička  | CHZ Litvínov            | 54     | 31   | 23     |
| 1984/1985 | Miroslav Ihnačák  | VSŽ Košice              | 66     | 35   | 31     |
| 1985/1986 | Vladimír Růžička  | CHZ Litvínov            | 73     | 41   | 32     |
| 1986/1987 | David Volek       | Sparta Praga            | 52     | 27   | 25     |
| 1987/1988 | Jiří Lála         | HC Czeskie Budziejowice | 68     | 30   | 38     |
| 1988/1989 | Vladimír Růžička  | Dukla Trenczyn          | 84     | 46   | 38     |
| 1989/1990 | Robert Reichel    | Chemopetrol Litvínov    | 83     | 49   | 34     |
| 1990/1991 | Radek Ťoupal      | Dukla Trenczyn          | 82     | 22   | 60     |
| 1991/1992 | Žigmund Pálffy    | Dukla Trenczyn          | 74     | 41   | 33     |
| 1992/1993 | Žigmund Pálffy    | Dukla Trenczyn          | 79     | 38   | 41     |

## Klasyfikacja wszech czasów
| Sezon | Zawodnik          | Liczba tytułów | Lata triumfów                      |
| ----- | ----------------- | -------------- | ---------------------------------- |
| 1.    | Milan Nový        | 6              | 1973, 1976, 1977, 1978, 1981, 1982 |
| 2.    | Václav Nedomanský | 4              | 1967, 1971, 1972, 1974             |
| 3.    | Vladimír Růžička  | 3              | 1984, 1986, 1989                   |
| 4.    | Vincent Lukáč     | 2              | 1980, 1983                         |
| 4.    | Žigmund Pálffy    | 2              | 1992, 1993                         |
| 6.    | Josef Černý       | 1              | 1964                               |
| 6.    | Jiří Dolana       | 1              | 1963                               |
| 6.    | Jozef Golonka     | 1              | 1962                               |
| 6.    | Jan Havel         | 1              | 1968                               |
| 6.    | Ivan Hlinka       | 1              | 1975                               |
| 6.    | Jaroslav Holík    | 1              | 1966                               |
| 6.    | Miroslav Ihnačák  | 1              | 1985                               |
| 6.    | Jan Klapáč        | 1              | 1965                               |
| 6.    | Jiří Kochta       | 1              | 1970                               |
| 6.    | Jiří Lála         | 1              | 1988                               |
| 6.    | Robert Reichel    | 1              | 1990                               |
| 6.    | Radek Ťoupal      | 1              | 1991                               |
| 6.    | Marian Štastný    | 1              | 1979                               |
| 6.    | Jan Suchý         | 1              | 1969                               |
| 6.    | David Volek       | 1              | 1987                               |